# Dicranomyia seducta
Dicranomyia seducta är en tvåvingeart som beskrevs av Alexander 1923. Dicranomyia seducta ingår i släktet Dicranomyia och familjen småharkrankar. Inga underarter finns listade i Catalogue of Life.